# Ricard Graells
Ricard Graells Miró est le président du FC Barcelone entre le 10 juin 1919 et le 27 juin 1920.

## Biographie
À la fin du troisième mandat présidentiel de Hans Gamper, Ricard Graells prend sa succession. Sous sa présidence, le Barça remporte le championnat de Catalogne et la Coupe d'Espagne. Le nombre de socios sous son mandat est de 3 217.
Il augmente la cotisation des membres de 2 à 3 pesetas et paye la dette de 16 000 pesetas qu'avait le club. Le club est ainsi désendetté pour la première fois depuis sa fondation en 1899.